# 류희분
류희분(柳希奮, 1564년 ~ 1623년)은 조선의 문신 겸 외척이자 정치가이다.

## 이력
1623년에 계해반정으로 사형 집행된 그의 본관은 문화(文化)이고 자는 형백(亨伯)이며 호는 화남(華南)이다.
그의 작위는 문창부원군(文昌府院君)이었고 그의 누이동생은 문성군부인 류씨였으며 그의 매제는 광해군이었다.
광창부원군 이이첨, 밀창부원군 박승종과 함께 봉호에 따라서 삼창으로 불렸다. 그리고 정창연 가문과 김상헌 가문과도 인척간이었다.

## 생애
그는 선조 때인 1589년 음서로 관직에 천거되었고 1597년 별시문과에 병과 급제하였다. 문과에 급제한 이후에 예조좌랑, 성균관전적, 홍문관수찬, 사헌부지평, 세자시강원사서, 세자시강원문학, 사간원정언, 이조좌랑, 이조정랑, 세자시강원필선, 성균관직강, 사옹원정, 홍문관부응교, 홍문관응교, 사섬시부정, 사간원사간, 홍문관전한, 성균관사예, 성균관사성, 사헌부집의 등을 거쳤고 선조가 승하하기 이전에는 홍문관직제학을 거쳐서 동부승지까지 승진했다.
그는 문성군부인 류씨의 오라비이며 광해군의 손윗처남으로 1608년(광해군 즉위) 유영경의 옥사 직후 정운원종공신 1등(定運功臣一等)에 책록되었다. 이후 동부승지에서 우부승지로 승차했으며 이후에는 호조참판, 예조참판으로 세자우부빈객을 겸했으며 대사간, 병조참판, 이조참판을 거쳐서 도승지로 승진했으며 대사헌까지 승차해서 삼창 중의 한 명으로 권세를 부렸다. 이후에는 한성부판윤, 형조참판 등을 했으며 이후 우참찬으로 승진해서 우빈객을 겸했고 이후 우찬성까지 승차했다가 병조판서에 임명되면서 병권까지 쥐게 된다. 병조판서 자리에서 물러난 이후로는 잠시 좌찬성이 되기도 했으나 곧 다시 이상의에게 자리를 내어주고 물러난다. 이후 정승의 물망에 올라서 우의정의 물망에 올랐으나 경쟁자들에게 밀렸고, 다시 좌의정의 물망에도 올랐지만 경쟁자들에게 밀려서 좌절되었다. 광해군 때 임해군·영창대군의 모살과 선조계비 인목왕후 김씨(인목대비) 폐위 방조 등에 가담하여 횡포하였는데 1623년 능양군(인조)이 일으킨 반정으로 광해군이 폐위된 후 체포되어 사형 집행되었다.

## 등장 작품

### 영화
- 장동휘 - 《인목대비》(1962년)

### 텔레비전 드라마
- 김인태 - 《조선왕조 오백년 회천문》(1986년, MBC)
- 태민영 - 《서궁》(1995년, KBS 2TV)
- 맹호림 - 《천둥소리》(2000년, KBS 2TV)
- 최종환 - 《왕의 여자》(2003년, SBS)
- 유승목 - 《화정》(2015년, MBC)

## 같이 보기
- 김공량
- 김제남
- 김예직